# 서울옥션
서울옥션(Seoul Auction Co., Ltd.)는 대한민국의 경매 기업이다. 본사는 서울시 종로구 평창30길 24 (평창동)에 위치해 있으며 대표이사는 이옥경이다.

## 상장
2008년 7월 1일에 주관사를 우리투자증권으로 공모가 11,000원에 코스닥 시장에 상장하였다.

## 같이 보기
- 케이옥션

## 참고문헌
1. ↑  미술정책연구소 "양대 미술경매사 주요경매 낙찰총액 43%↓", 연합뉴스, 2023년 12월 27일
2. ↑  70억 백자청화오조룡문호, 올해 미술경매 최고가, 매일경제, 2023년 12월 27일
3. ↑  올 한해 경매시장 반토막…쿠사마 누른 고미술·이우환, 뉴시스, 2023년 12월 27일